# 口湖庄
口湖庄為台灣日治時期1920年至1945年間存在之行政區，轄屬台南州北港郡，今雲林縣口湖鄉。口湖庄役場設在「新港」，此處在過去亦為斗六廳下湖口支廳的行政中心。另外，因新港的發音與台北深坑、台東新港、嘉義新巷相同，故又以「下湖口」稱之。下湖口港在1899年被列為特別輸出入港，為與中國的戎克船交易的港口之一，曾設有稅關及郵便局。但因下湖口港貿易量不高，又無法跟鄰近的東石港競爭，於是下湖口港在1907年關閉。

## 行政區劃
口湖庄在清治時期及日治時期初期屬尖山堡的27庄，在1896年4月隸屬臺中縣；1901年11月，縣和辨務署廢止而改隸斗六廳下湖口支廳。1903年6月，此27庄編入下崙區、新港區。1904年4月，斗六廳進行街庄整併，此27庄整併為口湖庄、下崙庄、外埔庄、新港庄、蚵藔庄、牛尿港庄、下湖口、水井庄、椬梧庄、謝厝藔庄等10庄；之後於1909年10月再改隸嘉義廳下湖口支廳。1915年，下湖口支廳併入北港及土庫支廳。
1920年10月1日，原堡里之行政區廢除，街庄改為大字，上述10庄合併為臺南州北港郡「口湖庄」；庄轄域內分為口湖、下崙、外埔、新港、蚵寮、牛尿港、下湖口、水井、椬梧、謝厝寮等10個大字。
- 口湖大字下有「口湖」、「烏麻園」、「頂口湖」小字名
- 外埔大字下有「鱉潭」、「林投圍」小字名
- 下崙大字下有「下崙」、「青坩」小字名
- 謝厝寮大字下有「蘇水尾」、「拔仔腳」小字名
- 牛尿港大字下有「蚶仔寮」、「𩻸[3]子挖」、「牛尿港」小字名
- 下湖口大字下有「鵝尾墩」小字名

| 1899年1月                              | 1904年4月 | 1904年4月 | 1920年10月 | 1920年10月 | 1945年 |
| -------------------------------------- | --------- | --------- | ---------- | ---------- | ------ |
| 頂口湖庄、下口湖庄、新口湖庄、烏麻園庄 | 下崙區    | 口湖      | 口湖庄     | 口湖       | 口湖鄉 |
| 下崙庄、青蚶庄、下藔庄                 | 下崙區    | 下崙      | 口湖庄     | 下崙       | 口湖鄉 |
| 沙崙後庄、籃投圍庄、鱉潭庄、外埔庄     | 下崙區    | 外埔      | 口湖庄     | 外埔       | 口湖鄉 |
| 新港庄、下湖港庄                       | 新港區    | 新港      | 口湖庄     | 新港       | 口湖鄉 |
| 蚵藔、下萡仔藔庄                       | 新港區    | 蚵藔      | 口湖庄     | 蚵寮       | 口湖鄉 |
| 牛尿港庄、𩻸仔挖庄、蚶仔藔庄           | 新港區    | 牛尿港    | 口湖庄     | 牛尿港     | 口湖鄉 |
| 鵝尾墩庄                               | 新港區    | 下湖口    | 口湖庄     | 下湖口     | 口湖鄉 |
| 水井庄、後厝庄                         | 新港區    | 水井      | 口湖庄     | 水井       | 口湖鄉 |
| 頂椬梧庄、下椬梧庄、過港庄             | 新港區    | 椬梧      | 口湖庄     | 椬梧       | 口湖鄉 |
| 謝厝藔庄、拔仔腳庄、蘇水尾庄           | 新港區    | 謝厝藔    | 口湖庄     | 謝厝寮     | 口湖鄉 |

## 人口
| 大字別 | 內地人 | 臺灣人 | 中華民國人 | 小計   |
| ------ | ------ | ------ | ---------- | ------ |
| 口湖   | 31     | 2,306  | 0          | 2,337  |
| 下崙   | 6      | 4,707  | 0          | 4,713  |
| 外埔   | 3      | 1,309  | 0          | 1,312  |
| 新港   | 6      | 2,094  | 3          | 2,103  |
| 蚵寮   | 0      | 1,234  | 0          | 1,234  |
| 牛尿港 | 0      | 2,273  | 0          | 2,273  |
| 下湖口 | 12     | 761    | 0          | 773    |
| 水井   | 5      | 1,738  | 0          | 1,743  |
| 椬梧   | 10     | 3,583  | 2          | 3,595  |
| 謝厝寮 | 0      | 587    | 0          | 587    |
| 小計   | 73     | 20,592 | 5          | 20,670 |

## 交通
設有大日本製糖口湖線（北港至口湖烏麻園）；另外，曾有從北港街連接至新港的台車軌道，但因客貨量少及鹽分造成鐵軌侵蝕，軌道在1915年10月後撤廢。

## 設施
- 口湖庄役場（位於新港）
- 稅關口湖稅關監視署（1924年裁撤）
- 海口厝公學校烏麻園分教場→口湖公學校→口湖國民學校（今口湖國小）
- 口湖公學校下崙分教場→下崙國民學校（今下崙國小）
- 椬梧國民學校→椬梧國民學校（今文光國小）
- 椬梧國民學校新港分教場（今金湖國小）